# Бенин-Сити
Бени́н-Си́ти (англ. Benin City, йоруба Ìlú Benin) — город в южной Нигерии, примерно в 40 км к северу от реки Бенин, в 330 км к востоку от Лагоса. Расположен в штате Эдо и является его столицей. Население — 1 147 188 жит. в 2006 году.

## Этимология
До 1897 года был столицей Королевства Бенин, откуда и пошло его название. Название королевства, в свою очередь, происходит от этнонимов эдо и бини, ныне относимых к одному этносу бини (эдо). Название города — из «Бенин» и англ. city — «город».

## Климат
| Показатель | Янв. | Фев. | Март | Апр. | Май  | Июнь | Июль | Авг. | Сен. | Окт. | Нояб. | Дек. | Год  |
| --- | ---- | ---- | ---- | ---- | ---- | ---- | ---- | ---- | ---- | ---- | ----- | ---- | ---- |
| Средний суточный максимум, °C                                                                                                | 32   | 33   | 33   | 32   | 32   | 29   | 28   | 28   | 28   | 30   | 32    | 32   | 30,7 |
| Средняя температура, °C | 26,3 | 27,4 | 27,8 | 27,6 | 26,8 | 25,8 | 24,6 | 24,3 | 25   | 25,6 | 26,8  | 26,6 | 26,1 |
| Средний суточный минимум, °C                                                                                                 | 21   | 22   | 22   | 23   | 22   | 22   | 21   | 21   | 22   | 22   | 22    | 21   | 21,6 |
| Норма осадков, мм | 10   | 50   | 103  | 159  | 180  | 250  | 360  | 293  | 344  | 238  | 59    | 28   | 2074 |
| Источник: http://www.climatedata.eu/climate.php?loc=nizz0004&lang=en, http://www.levoyageur.net/weather-city-BENIN-CITY.html |      |      |      |      |      |      |      |      |      |      |       |      |      |

## История
Основанный в X веке, Бенин был столицей Королевства Бенин, которое процветало с XIV до XVII века. Был известен как Иль-Ибину (1180—1897 гг.). После 1485 года в Бенине появились португальцы. Город разбогател в XVI—XVII веках на торговле рабами, вследствие чего весь регион получил название Берега рабов, а также на экспорте некоторых тропических продуктов. Также в это время славился художественными ремёслами.
Город, как и всё королевство Бенин, пришёл в упадок после 1700 года, но возродился в XIX веке с развитием торговли пальмовыми продуктами. 17 февраля 1897 года английская карательная экспедиция под командованием адмирала Гарри Роусона захватила и сожгла город, уничтожив большую часть сокровищ королевства Бенин. Уцелевшие ценности (бенинская бронза, портретные фигуры, бюсты и группы, созданные из железа, резная слоновая кость, латунь (условно называемая «бронза») были вывезены англичанами и в настоящее время выставлены во многих музеях мира.
В 1967 году город на один день стал столицей самопровозглашённой Республики Бенин.

## Экономика
Через Бенин-Сити проходит трансафриканский автодорожный маршрут  шоссе Лагос-Момбаса.
Бенин-Сити является центром резинотехнической промышленности Нигерии. Также в городе расположены деревообрабатывающие и химические предприятия. Важным традиционным промыслом является производство пальмового масла. Развиты художественные ремёсла (резьба по дереву и слоновой кости).

## Образование
В Бенин-Сити находится ряд лучших академических учреждений Нигерии, в частности, Университет Бенина (en:University of Benin (Nigeria)), Университет Амброзе Алли (en:Ambrose Alli University), Университет Бенсон Айдахоза (en:Benson Idahosa University), Университет Игбинедион (en:Igbinedion University), а также ряд частных вузов.

## Достопримечательности
К достопримечательностям города относятся дворец обы (правителя королевства Бенин), статуя Эмотан — покровительницы города, Национальный музей Бенин-Сити. В городе проходит ряд фестивалей различной направленности.

## Известные уроженцы
- Увайфо, Виктор (1941—2021) — нигерийский музыкант, писатель, композитор, скульптор.